# Nightcap
Nightcap: The Unreleased Masters 1973–1991 är en dubbel-CD med tidigare outgivna inspelningar av Jethro Tull utgiven 1993.
Den första CD-skivan innehåller den så kallade Chateau D'isaster-inspelningen från 1973 när bandet befann sig i skatteexil i Frankrike. Stommen i denna skiva kom att utgöra A Passion Play som utkom samma år. Den andra CD-skivan innehåller inspelningar från 1975 fram till 1991.

## Låtlista

### CD 1
My Round: Chateau d'Isaster Tapes
1. "First Post" – 1:54
2. "Animelee" – 1:40
3. "Tiger Toon" – 1:35
4. "Look at the Animals" – 5:09
5. "Law of the Bungle" – 2:31
6. "Law of the Bungle, Pt. 2" – 5:25
7. "Left Right" – 5:02
8. "Solitaire" – 1:25
9. "Critique Oblique" – 9:02
10. "Post Last" – 5:35
11. "Scenario" – 3:25
12. "Audition" – 2:33
13. "No Rehearsal" – 5:12

### CD 2
Your Round: Unreleased and Rare Tracks
1. "Paradise Steakhouse" (inspelad 1974) – 4:01
2. "Sealion II" (inspelad 1974) – 3:20
3. "Piece of Cake" (inspelad 1990) – 3:40
4. "Quartet" (inspelad 1974) – 2:44
5. "Silver River Turning" (inspelad 1990) – 4:51
6. "Crew Nights" (inspelad 1981) – 4:33
7. "The Curse" (inspelad 1981) 3:38
8. "Rosa on the Factory Floor" (inspelad 1990) – 4:38
9. "A Small Cigar" (inspelad 1975) 3:39
10. "Man of Principle" (inspelad 1988) – 3:57
11. "Commons Brawl" (inspelad 1981) – 3:23
12. "No Step" (inspelad 1981) – 3:38
13. "Drive on the Young Side of Life" (inspelad 1981) – 4:12
14. "I Don't Want to Be Me" (inspelad 1990) – 3:29
15. "Broadford Bazaar" (inspelad 1978) – 3:38
16. "Lights Out" (inspelad 1981) - 5:16
17. "Truck Stop Runner" (inspelad 1991) – 3:47
18. "Hard Liner" (inspelad 1989) – 3:47

## Medverkande

### CD 1
Alla spår inspelade augusti 1972 i Château d'Hérouville, Hérouville, Frankrike.
- Ian Anderson – sång, flöjt, akustisk gitarr, mandolin, tin whistle
- Martin Barre – elektrisk gitarr, tal
- Jeffrey Hammond-Hammond – bakgrundssång, basgitarr

John Evan - piano, synthesizer, Hammond organ, celeste
- Barriemore Barlow – trummor, percussion

### CD 2
- Ian Anderson – sång, flöjt, akustisk gitarr, mandolin, tin whistle, keyboard (på "No Step", "Lights Out, Hard Liner")
  - Spår 1, 2 och 4 inspelad 1974 i Morgan Studios, Fulham, London
- Martin Barre – elektrisk gitarr
- Barriemore Barlow – trummor, percussion
- John Evan – hammondorgel, synthesizer, piano, dragspel (på "Quartet")
- Jeffrey Hammond-Hammond – kontrabas (på "Quartet"), sång (på "Sealion II")
- David Palmer – keyboard, dirigent (på "Quartet")
  - Spår 9 inspelad 1975 i Maison Rouge Mobile Studio
- David Palmer – keyboard, dirigent
  - Spår 15 inspelad 1978 i Maison Rouge Mobile Studio, Fulham, London
  - Spår 6, 7, 11 – 13 och 16 inspelad 1981 i Maison Rouge Studios, Fulham, London
- Martin Barre – elektrisk gitarr
- Dave Pegg – bakgrundssång, basgitarr, mandolin
- Gerry Conway – trummor, percussion
- Peter-John Vettese – piano, synthesizer (på spår 6 och 13)
  - Spår 10 inspelad 1988 i Ian Andersons hemmastudio
- Martin Barre – elektrisk gitarr
- Dave Pegg – bakgrundssång, basgitarr
- Gerry Conway – trummor, percussion
  - Spår 18 inspelad 1989 i Ian Andersons hemmastudio
- Martin Barre – elektrisk gitarr
- Dave Pegg – bakgrundssång, basgitarr
  - Spår 3, 5, 8 och 14 inspelad 1990 i Ian Andersons hemmastudio
- Martin Barre – elektrisk gitarr
- Dave Pegg – basgitarr
- Doane Perry – trummor, percussion
- John Bundrick – piano, hammondorgel (på spår 3, 5 och 8)
  - Spår 17 inspelad 1991 i Ian Andersons hemmastudio och i Woodworm Studios.
- Martin Barre – elektrisk gitarr
- Matthew Pegg – basgitarr
- Scott Hunter – trummor, percussion